# 挪威警察應急部隊
應急部隊（挪威語：Beredskapstroppen），俗稱“三角洲”（Delta），是挪威的特種警察部队兼該國主要的反恐单位，名稱取自挪威語的「應急」（Beredskap）和「部隊」（Tropp）。它的成员在入選後进行培训，以执行危险的任務應對，如高风险逮捕和解救人质的情形，队员是从普通警員中招募。在组织上奥斯陆警区的一部分，但卻负责整个国家的任務執行，包括在北海的鑽油設施。
應急部隊曾經參與過在1994年9月29日在桑德尔福德机场發生的托爾普人质危机及2011年挪威袭击事件。隊员比普通警察部队有更多种类的武器，包括SIG绍尔P226手枪和迪玛科C8步枪，类似于美国联邦调查局人质救援队。隊員花一半的时间训练和准备任务，其余在奥斯陆参加普通的执法工作。